# RG-7 Șoim III
RG-7 Șoim III a fost un avion monoplas românesc, monoplan cu aripă joasă, derivat din avionul RG-7 Șoim, modificat la simplă comandă, pentru acrobație, de către echipa condusă de inginerul Vladimir Novițchi, la CIL (Combinatul de industrializare a lemnului) din Reghin, în anul 1959. Zborurile de test au fost efectuate de către pilotul specialist în zborul acrobatic, Constantin Manolache pe aerodromurile Mociar (Reghin, lângă fabrică) și Târgu Mureș.

## Descriere
Fuzelajul în secțiune de formă eliptică, avea cadru de lemn și era învelit cu placaj. 
Aripa, a fost construită cu un singur lonjeron principal, a avut bordul de atac de asemenea învelit cu placaj și era prevăzută cu voleți. Trenul de aterizare era fix, având amortizoare cu ulei/gaz pentru diminuarea șocurilor la aterizare, iar roțile aveau frâne mecanice. Roata de bechie era direcționabilă, fiind comandată prin palonier împreună cu direcția. Avionul avea trei tancuri de combustibil, două fiind amplasate în secțiunea centrală a aripii iar al treilea rezervor în fuzelaj. Părțile fixe ale ampenajului erau din cadru de lemn învelit cu placaj, iar părțile mobile (profundorul și direcția) fiind învelite cu pânză.
Motorul Walter Minor 4-III, cu 4 cilindri în linie răcit cu aer, de 105 CP, era de producție cehoslovacă, proiectat de inginerul Šimůnek.

## Caracteristici RG-7 Șoim III

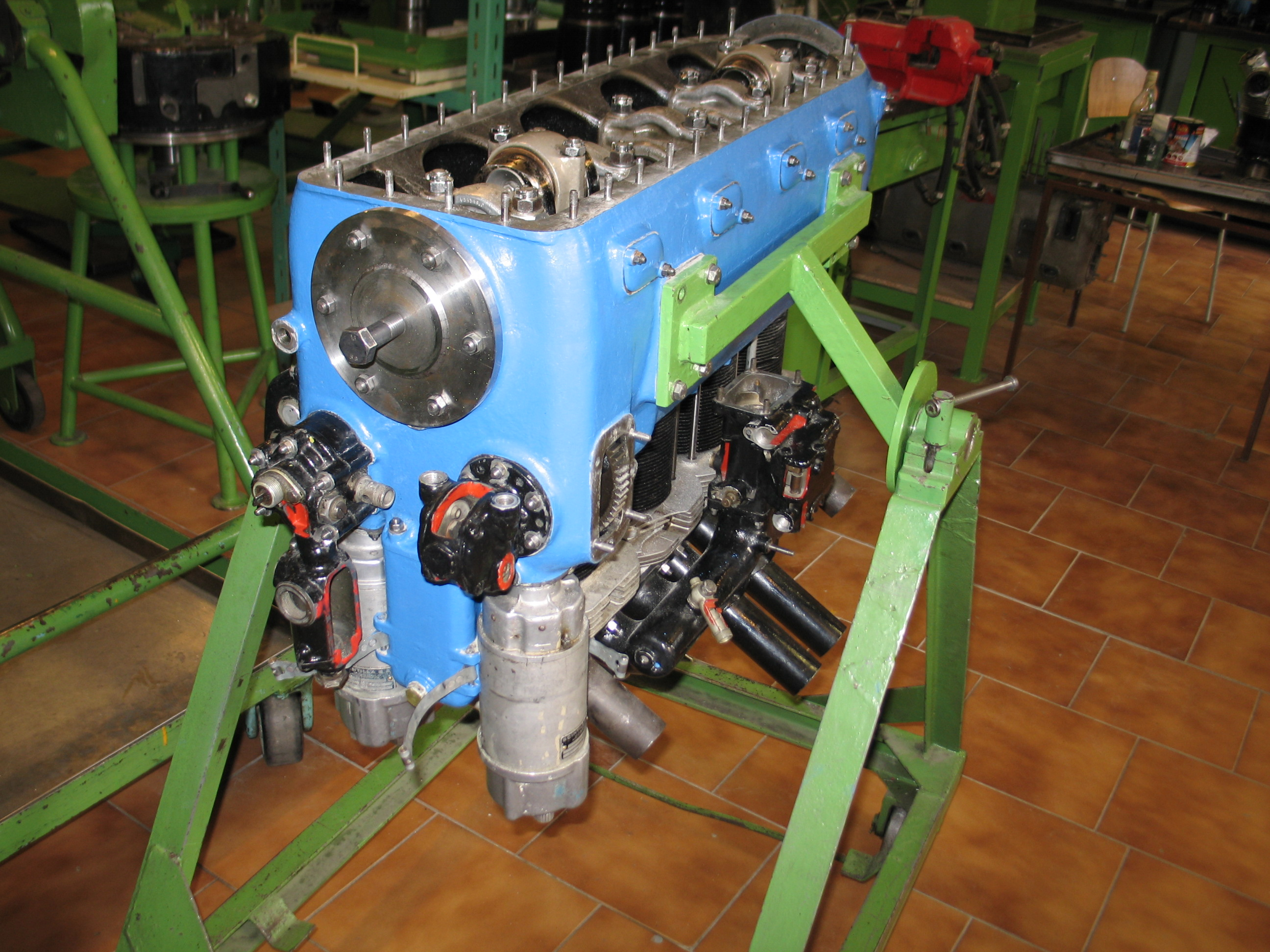
Motor Minor 4-III pentru avioane ușoare

Datele tehnice au fost preluate din: Construcții aeronautice românești 1905-1970 
Caracteristici generale
- Echipaj: 1
- Celulă: monoplan
- Anvergura: 9,5 m
- Lungime: 7,85 m
- Înălțimea: 2,67 m
- Suprafața alară: 12,90 m²
- Motor: Walter Minor 4-III, 4 cilindri în linie, de 105 CP
- Tren de aterizare: fix, cu amortizoare, roată de bechie direcționabilă
- Greutate gol: 482 kg
- Greutate totală zbor: 640 kg
- Structură: de lemn

Performanțe
- Viteză maximă: 251 km/h
- Viteză de croazieră: 195 km/h
- Viteză de aterizare: 65 km/h
- Timp de urcare la 3000 m: 14 min.
- Plafon maxim: 5000 m
- Rază de acțiune: 600 km
- Autonomie de zbor: 3 h 30 min.